# 日本之形
日本之形，全称为THE JAPANESE TRADITION 〜日本之形〜，是NAMIKIBASHI的短电影作品。

## 简介
面向对日本传统文化有兴趣的外国观众，将日本的传统以有趣、诙谐的方式表现出来。
该系列的宣传语为：“这就是美丽的日本传统。”
旁白来自美国的科罗拉多州，以较为严肃的语气面对外国人讲述片中的文化细节和内涵，事实上为对日本文化的幽默评论。
制作方称本系列短电影的制作目的就是“让日本和世界都捧腹大笑”
其中谢罪篇2007年在第57届柏林电影节短篇竞赛部门展出。

## 演员
- 小林賢太郎
- 片桐仁
- 齊木茂
- 山咲千里（日语：山咲千里）
- 竹井亮介（日语：竹井亮介）
- 上原陸（日语：上原陸）
- 宇藤大騎（日语：宇藤大騎）
- 尾上綾華
- 山下葉子（日语：山下葉子）
- 関口篤（日语：関口篤）
- 小松泰子（日语：小松泰子）
- 嶋村太一（日语：嶋村太一）
- 野間口徹（日语：野間口徹）
- 森谷ふみ（日语：森谷ふみ）
- 高見司（日语：高見司）
- うじいえともみ（日语：うじいえともみ）

等等。

## 作品
- 饭局
- 筷子
- 折纸
- 暑假
- 盂兰盆节
- 茶
- 道歉[4]
- 饭团
- 拍手
- 下跪
- 寿司

## 制作人员
- 监督、剧本：NAMIKIBASHI（日语：NAMIKIBASHI）（小島淳二、小林賢太郎）[5]
- 制片： Japan Culture Lab.
- 出品： teevee graphics, inc